# A Vampire Knight epizódjainak listája
Ez a lista az Vampire Knight című animesorozat epizódjainak felsorolását tartalmazza.

## Vampire Knight (1. évad)
| #  | Epizód címe | Első japán sugárzás | Első magyar sugárzás |
| -- | --- | ------------------- | -------------------- |
| 1  | Vámpírok éjszakája Vanpaia no Joru~naito~ (ヴァンパイアの夜（ナイト）; Hepburn: Vanpaia no Yoru~naito~)          | 2008. április 7.    | 2011. május 13.      |
| 2  | A vér emlékei Csi no Kioku~memorí~ (血の記憶（メモリー）; Hepburn: Chi no Kioku~memorī~)                         | 2008. április 14.   | 2011. május 13.      |
| 3  | A bűnbánás agyara Zange no Kiba~fangu~ (懺悔の牙（ファング）; Hepburn: Zange no Kiba~fangu~)                     | 2008. április 21.   | 2011. május 20.      |
| 4  | A bizonyíték ravasza Danzai no Dzsú Cume~torigá~ (断罪の銃爪（トリガー）; Hepburn: Danzai no Jū Tsume~torigā~)   | 2008. április 28.   | 2011. május 20.      |
| 5  | Szertartás a holdfényben Gekka no Kjóen~szabato~ (月下の饗宴（サバト）; Hepburn: Gekka no Kyōen~sabato~)         | 2008. május 5.      | 2011. május 27.      |
| 6  | Az ő bűnük Karera no Szentaku~kuraimu~ (彼等の選択（クライム）; Hepburn: Karera no Sentaku~kuraimu~)             | 2008. május 12.     | 2011. május 27.      |
| 7  | Vörös útvesztő Hiiro no Meikjú~rabirinszu~ (緋色の迷宮（ラビリンス）; Hepburn: Hiiro no Meikyū~rabirinsu~)       | 2008. május 19.     | 2011. június 3.      |
| 8  | A bánat robaja Nageki no Dzsúszei~buraszuto~ (嘆きの銃声（ブラスト）; Hepburn: Nageki no Jūsei~burasuto~)        | 2008. május 26.     | 2011. június 3.      |
| 9  | Bíbor pillantás Kurenai no Siszen~aizu~ (紅の視線（アイズ）; Hepburn: Kurenai no Shisen~aizu~)                   | 2008. június 2.     | 2011. június 10.     |
| 10 | A sötétség foglya Jami no Hime~purizuná~ (闇の姫（プリズナー）; Hepburn: Yami no Hime~purizunā~)                 | 2008. június 9.     | 2011. június 10.     |
| 11 | A vágyott egyezség Nozomi no Daisó~díru~ (望みの代償（ディール）; Hepburn: Nozomi no Daishō~dīru~)               | 2008. június 16.    | 2011. június 17.     |
| 12 | Tisztavérű büszkeség Dzsunkecu no Csikai~puraido~ (純血の誓い（プライド）; Hepburn: Junketsu no Chikai~puraido~) | 2008. június 23.    | 2011. június 17.     |
| 13 | Mélyvörös béklyó Sinku no kuszari~ringu~ (深紅の鎖（リング）; Hepburn: Shinku no kusari~ringu~)                  | 2008. június 30.    | 2011. június 24.     |

## Vampire Knight Guilty (2. évad)
| #  | Epizód címe | Első japán sugárzás | Első magyar sugárzás |
| -- | --- | ------------------- | -------------------- |
| 1  | A végzet bűnösei Sukumei no zainin-tacsi~giruti~ (宿命の罪人達（ギルティ）; Hepburn: Shukumei no zainin-tachi~giruti~) | 2008. október 6.    | 2011. június 24.     |
| 2  | Örökkévaló ígéret Eien no jakuszoku~paradokkuszu~ (永遠の約束（パラドックス）; Hepburn: Eien no yakusoku~paradokkusu~) | 2008. október 13.   | 2011. július 1.      |
| 3  | Azúr képmás Ruridama no sózó~mirádzsu~ (瑠璃玉の肖像（ミラージュ）; Hepburn: Ruridama no shōzō~mirāju~)                | 2008. október 20.   | 2011. július 1.      |
| 4  | Ébredező gonosz Akuma no taidó~ribidó~ (悪魔の胎動（リビドー）; Hepburn: Akuma no taidō~ribidō~)                       | 2008. október 27.   | 2011. július 8.      |
| 5  | Az alattvaló csapdája Dzsúzoku no vana~torappu~ (従属の罠（トラップ）; Hepburn: Jūzoku no wana~torappu~)               | 2008. november 3.   | 2011. július 8.      |
| 6  | Hamis szerető Icuvari no koibito~ravuázu~ (偽りの恋人（ラヴァーズ）; Hepburn: Itsuwari no koibito~ravuāzu~)            | 2008. november 10.  | 2011. július 15.     |
| 7  | Tüskés csók Ibara no kucsizuke~kiszu~ (茨の口づけ（キス）; Hepburn: Ibara no kuchizuke~kisu~)                          | 2008. november 17.  | 2011. július 15.     |
| 8  | Örvénylő emlékek Cuioku no raszen~szupairaru~ (追憶の螺旋（スパイラル）; Hepburn: Tsuioku no rasen~supairaru~)         | 2008. november 24.  | 2011. július 22.     |
| 9  | Életre hívott uralkodó Fukkacu no kjó-ó~enperá~ (復活の狂王（エンペラー）; Hepburn: Fukkatsu no kyō-ō~enperā~)         | 2008. december 1.   | 2011. július 22.     |
| 10 | A háború előszele Tatakai no dzsokjoku~purerjúdo~ (戦いの序曲（プレリュード）; Hepburn: Tatakai no jokyoku~pureryūdo~) | 2008. december 8.   | 2011. július 29.     |
| 11 | Kettőnk lelke Futari no inocsi~szóru~ (二人の命（ソウル）; Hepburn: Futari no inochi~sōru~)                            | 2008. december 15.  | 2011. július 29.     |
| 12 | A világ vége Szekai no hate~piriodo~ (世界の果て（ピリオド）; Hepburn: Sekai no hate~piriodo~)                         | 2008. december 22.  | 2011. augusztus 5.   |
| 13 | A vámpir lovag Vanpaia no kisi~naito~ (ヴァンパイアの騎士（ナイト）; Hepburn: Vanpaia no kishi~naito~)                 | 2008. december 29.  | 2011. augusztus 5.   |